# Бари-Сардо

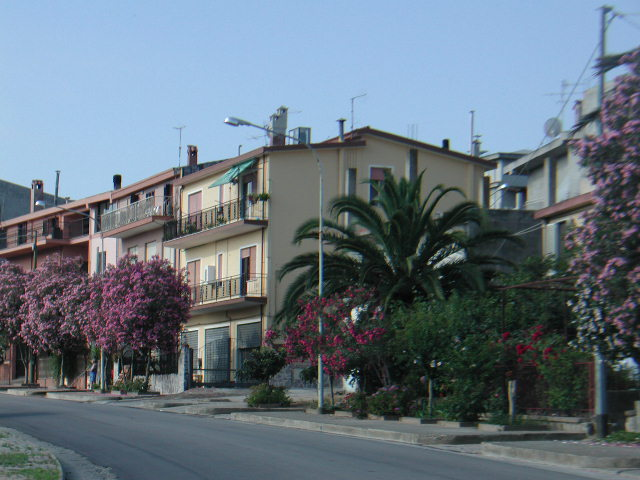

Бари-Сардо (итал. Bari Sardo) — коммуна в Италии, располагается в регионе Сардиния, подчиняется административному центру Нуоро.
Население составляет 3 950 человек (30-06-2019), плотность населения составляет 105,53 чел./км². Занимает площадь 37,43 км². Почтовый индекс — 8042. Телефонный код — 0782.
Покровительницей коммуны почитается Пресвятая Богородица (Beata Vergine del Monserrato). Праздник ежегодно празднуется 8 сентября.

## Примечание
1. ↑  Statistiche demografiche ISTAT. demo.istat.it. Дата обращения: 22 ноября 2019. Архивировано из оригинала 24 июля 2019 года.